# Ernst C. Stiefel
Ernst Carl Stiefel (* 27. November 1907 in Mannheim; † 3. September 1997 in Baden-Baden) war ein deutsch-amerikanischer Jurist jüdischer Herkunft.

## Leben und Wirken
Ernst C. Stiefel war der Sohn des Religionslehrers Karl Stiefel. Er studierte Rechtswissenschaften in Heidelberg, Berlin und in Paris. 1929 wurde er an der Universität Heidelberg promoviert. 1933 erhielt er eine Anwaltszulassung und ließ sich in Mannheim nieder. Da kurz danach nach dem Gesetz über die Zulassung zur Rechtsanwaltschaft die Zulassung zurückgenommen werden sollte, emigrierte er nach Straßburg. Dort arbeitete er für ein französisches Versicherungsunternehmen und erlangte 1934 an der Sorbonne eine Anwaltslizenz. 1938 ging er nach London, wo er eine Zulassung als Barrister des Middle Temple am High Court of Justice erhielt. 1939 emigrierte er in die Vereinigten Staaten. Dort arbeitete er zunächst als Tellerwäscher und Chauffeur, 1940 wurde er Gehilfe in einer Anwaltskanzlei. 
Während des Zweiten Weltkrieges arbeitet Ernst C. Stiefel zunächst im Board of Economic Warfare und analysierte Einträge von Versicherungsunternehmen zur Auswahl potentieller Kriegsziele in Deutschland. 1943 wurde er als Enemy Alien in die United States Army eingezogen und diente im Office of Strategic Services. 1944 wurde er in den Vereinigten Staaten eingebürgert. Nach dem Zweiten Weltkrieg arbeitete er für das Office of Military Government for Germany und half bei der Vorbereitung der Wiedergutmachung und Entschädigung für jüdische Opfer des Holocaust.
1947 kehrte er in die Vereinigten Staaten zurück, erhielt eine Zulassung als Anwalt für den United States District Court for the Southern District of New York und arbeitete zunächst für die Kanzlei Cleary Gottlieb Friendly & Hamilton. In den 1950er Jahren beriet er deutsche und amerikanische Unternehmen bei der Vorbereitung von Investitionen in den Vereinigten Staaten bzw. in Deutschland und gründete ein Büro in Düsseldorf. Ab 1971 war er in New York als Senior Counsel in der Kanzlei der Gebrüder Coudert tätig.
Neben seiner anwaltlichen Tätigkeit lehrte Ernst C. Stiefel ab 1975 als außerordentlicher Professor Vergleichende Rechtswissenschaft an der New York Law School und stiftete den „Ernst C. Stiefel Professor of Comparative Law“. Von 1988 bis 1996 veranstaltete er sechs „Ernest C. Stiefel Symposia“ zu Problemen des internationalen Rechts. Er hat sich dem Aufbau eines Archivs zur deutschen Juristen-Emigration in die Vereinigten Staaten gewidmet, das heute vom Leo Baeck Institut verwaltet wird. Zusammen mit Frank Mecklenburg verfasste er auf Grundlage dieses Materials das Buch Deutsche Juristen im amerikanischen Exil (1933–1950). Er war Mitglied der Deutsch-Amerikanischen Juristenvereinigung.
Ernst C. Stiefel besuchte jährlich mehrere Wochen Deutschland; er verstarb 1997 während eines Aufenthaltes in Baden-Baden.

## Auszeichnungen
- 1995: Großes Bundesverdienstkreuz mit Stern
- 1995: Ehrendoktorwürde der Universität Konstanz

## Schriften
Ernst C. Stiefel schrieb mehrere Bücher und über 160 Artikel zu verschiedenen Rechtsgebieten. Der von ihm 1931 begründete Kommentar zur Kraftfahrzeugversicherung wurde später mit Werner Wussow fortgeführt, spätere Auflagen wurden von Edgar Hofmann bearbeitet. 2000 erschien die von Karl Maier herausgegebene 18. Auflage.
- Die Rechtsfolgen der Schwarzfahrt unter besonderer Berücksichtigung des Versicherungsschutzes. Dissertation. Universität Heidelberg 1929. Winter, Heidelberg 1929.
- Kraftfahrzeugversicherung. Erläuterungen zu den allgemeinen Versicherungsbedingungen für Kraftfahrzeug-Versicherungen (Haftpflicht-, Kasko- und Unfall-Versicherung). Stilke, Berlin 1931.
Fortführung:
mit Werner Wussow: Kraftfahrversicherung. Kommentar zu den Allgemeinen Bedingungen für die Kraftverkehrsversicherung. 2. Auflage. Beck, München/Berlin 1953. 8. Auflage 1971, ISBN 3-406-03430-6.
Spätere Auflagen:
bearbeitet von Edgar Hofmann: 17. Auflage 2000, ISBN 3-406-46056-9.
Spätere Auflagen:
Karl Maier (Hrsg.), bearbeitet von Dirk Halbach: 18. Auflage: 2010, ISBN 978-3-406-59187-7.
- Haftpflicht-, Unfall- und Autokaskoversicherung, Rechtsprechung 1932/33. Verband öffentlicher Feuerversicherungsanstalten in Deutschland, Berlin Dahlem 1933.
- unter Mitwirkung von Willy Koenig, Silvio Martinoli: Auto-Haftpflichtversicherung. Erläuterungen zu den schweizerischen allgemeinen Versicherungsbedingungen für die Motorfahrzeug-Haftpflichtversicherung. Lang, Bern 1934.
- mit Rudolf Mueller, in Zusammenarbeit mit Helmut Debatin: Doing business in Germany. A legal manuel. Knapp, Frankfurt am Main 1960.
Spätere Auflagen:
mit Horst Brücher: 6. Auflage 1971. 8. Auflage 1978, ISBN 3-7819-0196-3.
- mit Ernst Meyer, Ernst Jacobi: Typische Unfallursachen im deutschen Strassenverkehr. 3 Bände. Oldenbourg, München 1959–1961, DNB 453352936.
- mit Ernst Meyer, Ernst Jacobi: Winke für unfallfreies Fahren.  HUK-Verband, Köln 1963, DNB 453353037.
- (Hrsg. und Übersetzer): U. S.-Investment-Company-Act 1940/1970. Deutsche Übersetzung des amerikanischen Gesetzes über Investmentgesellschaften und Anlageberater von 1940 in der Fassung vom 14. Dezember 1970. Knapp, Frankfurt am Main 1971.
- Geheimnisschutz in den USA bei chemischen und pharmazeutischen Produkten. MMV-Medizin-Verlag, München 1985, ISBN 3-8208-1057-9.
- mit Frank Mecklenburg: Deutsche Juristen im amerikanischen Exil (1933–1950). Mohr, Tübingen 1991, ISBN 3-16-145688-2 (Besprechung von Reimer von Borries, DOC, 30 kB).
- mit Marcus Lutter, Michael H. Hoeflich (Hrsg.): Der Einfluss deutscher Emigranten auf die Rechtsentwicklung in den USA und in Deutschland. Vorträge und Referate des Bonner Symposiums im September 1991. Mohr Siebeck, Tübingen 1993, ISBN 3-16-146080-4.
- (Hrsg.): Iusto iure. Festgabe für Otto Sandrock zum 65. Geburtstag. Recht und Wirtschaft, Heidelberg 1995, ISBN 3-8005-1137-1.